# Esme longistyla
Esme longistyla – gatunek ważki z rodziny pióronogowatych (Platycnemididae). Endemit Ghatów Zachodnich w południowo-zachodnich Indiach (stan Karnataka).